# Дніпровська дирекція залізничних перевезень
Структурний підрозділ «Дніпровська дирекція залізничних перевезень» регіональної філії «Придніпровська залізниця» ПАТ «Укрзалізниця» (ДН-1) — одна з трьох дирекцій Придніпровської залізниці. Дирекція обслуговує більшу частину Дніпропетровської та незначні ділянки Харківської та Донецької області. На території, яку обслуговує дирекція, проживає приблизно 2 млн осіб.
Межує з такими дирекціями:
| Дирекція     | Залізниця      | Кількість стикових пунктів | Дільниці з'єднання                                                          | Магістральна лінія                                         |
| ------------ | -------------- | -------------------------- | --------------------------------------------------------------------------- | ---------------------------------------------------------- |
| Запорізька   | Придніпровська | 2                          | Синельникове I — Вільнянськ Чаплине — Пологи                                | Харків — Новоолексіївка Чаплине — Бердянськ                |
| Криворізька  | Придніпровська | 3                          | Дніпро — Апостолове Верхівцеве — Кривий Ріг Верхівцеве — П'ятихатки-Стикова | Харків — Херсон Дніпро-Головний — Кривий Ріг Дніпро — Київ |
| Полтавська   | Південна       | 1                          | Новомосковськ — Полтава                                                     | Херсон — Харків                                            |
| Харківська   | Південна       | 1                          | Павлоград I — Лозова                                                        | Новоолексіївка — Харків                                    |
| Ясинуватська | Донецька       | 2                          | Павлоград I — Покровськ Чаплине — Покровськ                                 | Дніпро — Донецьк Дніпро — Донецьк                          |

## Станції

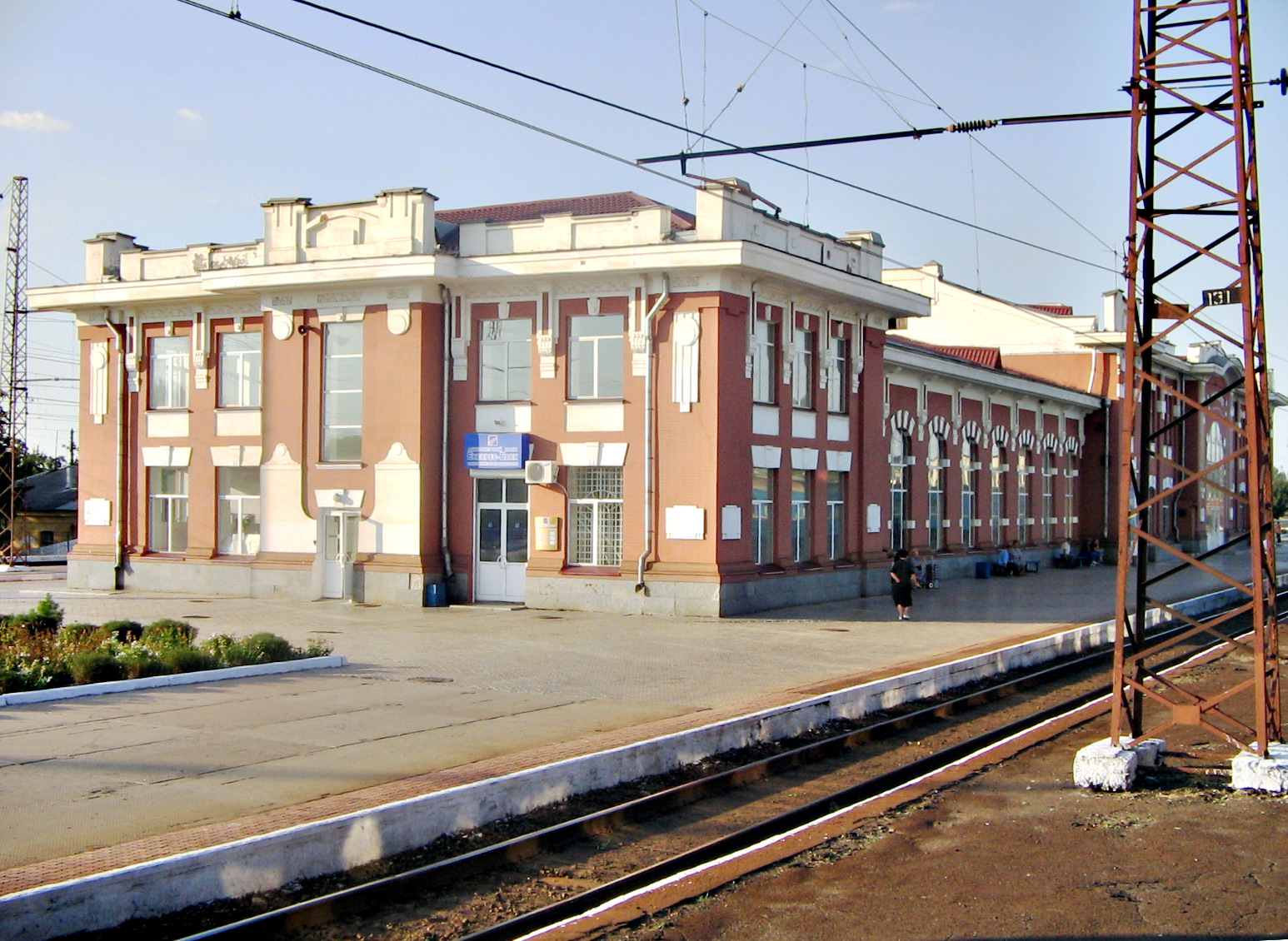
Вокзал станції Синельникове I
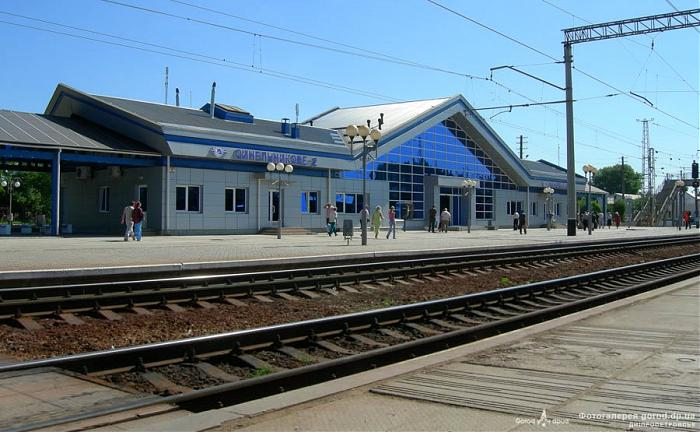
Вокзал станції Синельникове II
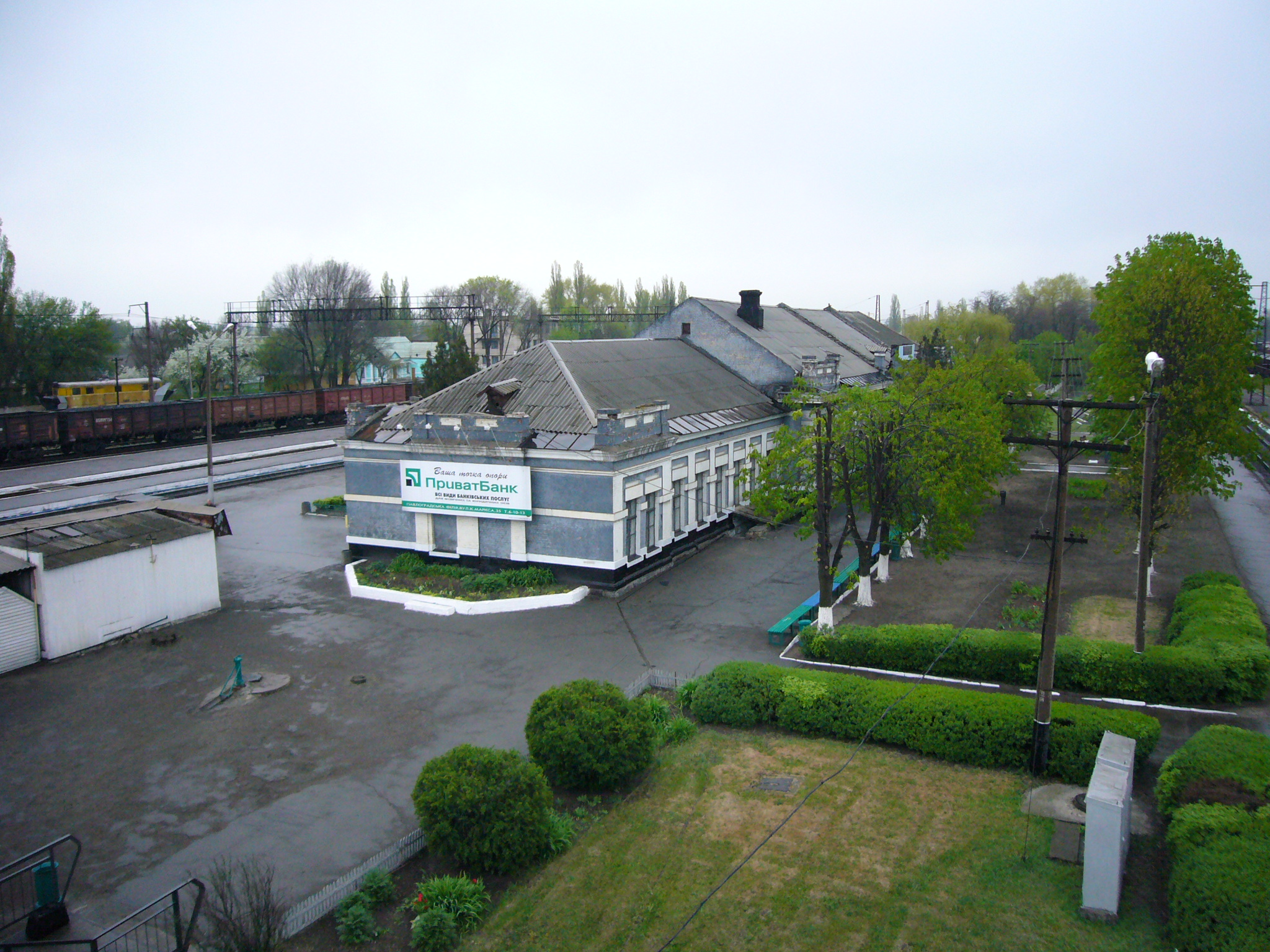
Вокзал станції Павлоград I
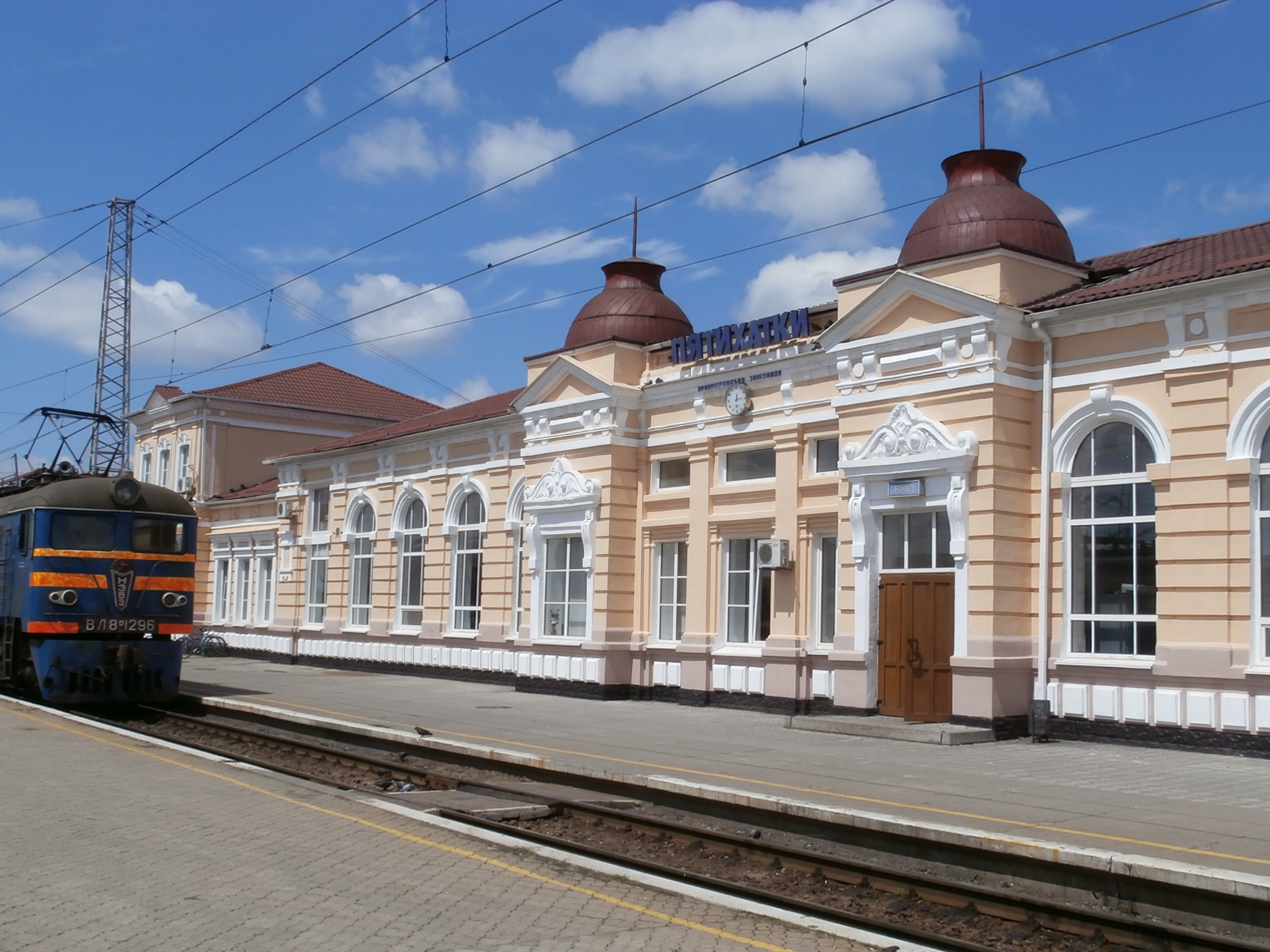
Вокзал станції П'ятихатки

Центр дирекції, як і всієї залізниці, знаходиться у місті Дніпро, яке одночасно є і найбільшим на території дирекції. Серед інших важливих станцій слід зазначити Кам'янське та Верхівцеве.

## Залізниці
Дніпровська дирекція розташована у центрі залізничних перевезень України, на перетині залізниць північ — південь (Москва — Харків — Запоріжжя I — Новоолексіївка) та захід — схід (Львів, Київ — Новоолексіївка, Покровськ).
У Дніпровській дирекції існує розгалужена система магістральних залізниць. Залізниця Харків — Новоолексіївка перетинає дирекцію через Павлоград та Синельникове I.
Ще одна, не менш важлива залізниця, що з'єднує Західну Україну та Київ через Верхівцеве, Кам'янське, Дніпро та Синельникове у Новоолексіївку та на Покровськ.
Серед менш важливих слід зазначити залізницю з Кам'янського (через Новомосковськ та Павлоград) до Покровська, яка фактично є об'їзною залізницею в обхід міста Дніпро магістральної лінії Захід — Схід.
Ще слід зазначити залізницю Верхівцеве — Кривий Ріг, за допомоги якої можна дістатися з Дніпра до Кривого Рогу в обхід великого залізничного вузла П'ятихатки-Стикова.
Серед найменш значущих залізниць можна виділити ще залізницю Чаплине — Бердянськ, яка надає вихід до порту та курорту на Азовському морі та залізницю Дніпро — Харків, яка хоч і коротша за магістральну лінію, але електрифікована лише на 12 % (до Новомосковська).

### Ерастівка—Верхівцеве—Дніпро—Синельникове—Чаплине

#### Ерастівка—Верхівцеве
Ділянка нараховує 10 зупинних пунктів, в тому числі 3 станції (Верхівцеве, Вільногірськ, Ерастівка). Лінія електрифікована, двоколійна.
Ділянка обслуговує пасажирські (в тому числі прискореного руху) та приміські електропоїзди. Станції, на яких зупиняються пасажирські поїзди: Верхівцеве.
Основні напрямки приміського сполучення:
- П'ятихатки — Дніпро
- П'ятихатки-Стикова — Дніпро.

#### Верхівцеве—Дніпро-Головний
Ділянка нараховує 21 зупинний пункт, в тому числі 9 станцій (Верхівцеве, Верхньодніпровськ, Воскобійня, Горяїнове, Діївка, Дніпро-Головний, Запоріжжя-Кам'янське, Кам'янське-Пасажирське, Сухачівка). Лінія електрифікована, двоколійна (від станції Сухачівка до станції Дніпро-Головний — триколійна).
Лінія має низку відгалужень: від станції Верхньодніпровськ до станції Дніпровська, від станції Воскобійня до станції Кам'янське, від станції Запоріжжя-Кам'янське до станції Кам'янське, від станції Сухачівка до станції Правда та станції Зустрічний, від станції Дніпро-Головний до станції Кайдацька. Ділянка обслуговує пасажирські (в тому числі прискореного руху) та приміські електропоїзди.
Станції, на яких зупиняються пасажирські поїзди: Верхівцеве, Верхньодніпровськ, Дніпро-Головний, Запоріжжя-Кам'янське, Кам'янське-Пасажирське. Основні напрямки приміського сполучення:
- Дніпро-Головний — Балівка
- Дніпро-Головний — Верхівцеве
- Дніпро-Головний — Кам'янське-Лівобережне
- Дніпро-Головний — Кам'янське-Пасажирське
- Дніпро-Головний — Кривий Ріг
- Дніпро-Головний — Кривий Ріг-Головний
- Дніпро-Головний — П'ятихатки
- Дніпро-Головний — Сухачівка
- Кам'янське-Пасажирське — Синельникове I
- Верхівцеве — Синельникове I

#### Дніпро-Головний—Синельникове I
Ділянка нараховує 19 зупинних пунктів, в тому числі 7 станцій (Дніпро-Головний, Ігрень, Іларіонове, Нижньодніпровськ, Нижньодніпровськ-Вузол, Синельникове I, Синельникове II). Лінія електрифікована, двоколійна (від станції Синельникове II до станції Синельникове I — одноколійна).
Лінія має відгалуження: від станції Нижньодніпровськ до станції Нижньодніпровськ-Пристань, від станції Нижньодніпровськ-Вузол до станцій Дніпро-Лоцманська та Новомосковськ-Дніпровський, від станції Синельникове II до станцій Павлоград I та Чаплине. Ділянка обслуговує пасажирські (в тому числі прискореного руху) та приміські електропоїзди.
Станції, на яких зупиняються пасажирські поїзди: Дніпро-Головний, Нижньодніпровськ, Нижньодніпровськ-Вузол, Ігрень, Іларіонове, Синельникове II, Синельникове I. Основні напрямки приміського сполучення:
- Дніпро-Головний — Богуславський
- Дніпро-Головний — Красноград
- Дніпро-Головний — Лозова
- Дніпро-Головний — Орлівщина
- Дніпро-Головний — Петропавлівка
- Дніпро-Головний — Синельникове I
- Дніпро-Головний — Слов'янка
- Дніпро-Головний — Чаплине
- Кам'янське-Пасажирське — Синельникове I
- Верхівцеве — Синельникове I
- Синельникове I — Сухачівка

#### Синельникове II—Чаплине
Ділянка нараховує 19 зупинних пунктів, в тому числі 6 станцій (Вишнівецьке, Письменна, Роздори, Синельникове II, Улянівка, Чаплине). Чаплине — Просяна — кордон дирекцій. Лінія електрифікована, двоколійна.
Лінія має відгалуження: від станції Синельникове II до станцій Синельникове I та Павлоград I. Ділянка обслуговує пасажирські (в тому числі прискореного руху) та приміські електропоїзди. Станції, на яких зупиняються пасажирські поїзди: Синельникове II, Чаплине.
Основні напрямки приміського сполучення:
- Дніпро-Головний — Чаплине
- Синельникове I — Чаплине

### Лозова—Павлоград—Синельникове

#### Лозова—Павлоград I
Ділянка нараховує 11 зупинних пунктів, в тому числі 4 станції (Ароматна, Варварівка, Павлоград I, Самійлівка). Лінія електрифікована, двоколійна.
Ділянка обслуговує пасажирські (в тому числі прискореного руху) та приміські електропоїзди. Станції, на яких зупиняються пасажирські поїзди: Варварівка, Павлоград I.
Основні напрямки приміського сполучення:
- Дніпро-Головний — Лозова
- Синельникове I — Лозова

#### Павлоград I—Синельникове I
Ділянка нараховує 8 зупинних пунктів, в тому числі 3 станції (Зайцеве, Павлоград I, Синельникове I). Лінія електрифікована, двоколійна. Лінія має відгалуження: від станції Павлоград I до станції Новомосковськ-Дніпровський, від платформи Пост № 1 (1029 км) до станції Синельникове II, від станції Синельникове I до станцій Синельникове II та Чаплине.
Ділянка обслуговує пасажирські (в тому числі прискореного руху) та приміські електропоїзди. Станції, на яких зупиняються пасажирські поїзди: Павлоград I, Синельникове I. Основні напрямки приміського сполучення:
- Дніпро-Головний — Лозова
- Синельникове I — Лозова

### Сурське—Зустрічний
Ділянка нараховує 6 зупинних пунктів, в тому числі 2 станції (Зустрічний, Сурське). Лінія неелектрифікована, одноколійна.
Лінія має відгалуження: від станції Зустрічний до станції Сухачівка. Ділянка обслуговує приміські поїзди. Основні напрямки приміського сполучення:
- Кривий Ріг-Головний — Дніпро-Лоцманська
- Апостолове — Дніпро-Лоцманська

### Новомосковськ-Дніпровський—Красноград
Ділянка нараховує 21 зупинний пункт, в тому числі 6 станцій (Бузівка, Губиниха, Зачепилівка, Кільчень, Новомосковськ-Дніпровський, Перещепине). Лінія неелектрифікована (у найближчому майбутньому передбачається електрифікація для запровадження швидкісного руху за напрямком Дніпро-Головний — Київ, одноколійна.
Лінія має відгалуження: від станції Новомосковськ-Дніпровський до станції Павлоград I. Ділянка обслуговує приміські поїзди. Станції, на яких зупиняються пасажирські поїзди: Новомосковськ-Дніпровський. Основні напрямки приміського сполучення:
- Дніпро-Головний — Красноград

### Роз'їзд Полівський—Верхівцеве
Ділянка нараховує 2 зупинні пункти, в тому числі 1 станцію (Верхівцеве). Лінія електрифікована, двоколійна.
Ділянка обслуговує пасажирські та приміські електропоїзди. Станції, на яких зупиняються пасажирські поїзди: Верхівцеве. Основні напрямки приміського сполучення:
- Дніпро-Головний — Кривий Ріг
- Дніпро-Головний — Кривий Ріг-Головний
- Кривий Ріг-Головний — Верхівцеве

### Чаплине—Пологи(в межах області)
Ділянка нараховує 4 зупинні пункти, в тому числі 2 станції (Мечетна, Чаплине). Лінія неелектрифікована, одноколійна.
Лінія має відгалуження: від станції Чаплине до станції Покровськ. Ділянка обслуговує пасажирські та приміські поїзди. Станції, на яких зупиняються пасажирські поїзди: Чаплине.
Основні напрямки приміського сполучення:
- Чаплине — Пологи

### Нижньодніпровськ-Вузол—Новомосковськ-Дніпровський—Павлоград I—Покровськ

#### Нижньодніпровськ-Вузол—Новомосковськ-Дніпровський
Ділянка нараховує 12 зупинних пунктів, в тому числі 3 станції (Нижньодніпровськ-Вузол, Новомосковськ-Дніпровський, Самарівка). Лінія електрифікована, двоколійна.
Лінія має відгалуження: від станції Новомосковськ-Дніпровський до станції Балівка. Ділянка обслуговує пасажирські та приміські електропоїзди. Станції, на яких зупиняються пасажирські поїзди: Нижньодніпровськ-Вузол, Новомосковськ-Дніпровський. Основні напрямки приміського сполучення:
- Дніпро-Головний — Красноград
- Дніпро-Головний — Орлівщина
- Дніпро-Головний — Богуславський
- Дніпро-Головний — Петропавлівка
- Дніпро-Головний — Слов'янка

#### Новомосковськ-Дніпровський—Павлоград I
Ділянка нараховує 11 зупинних пунктів, в тому числі 4 станції (Мінеральна, Новомосковськ-Дніпровський, Орлівщина, Павлоград I). Лінія електрифікована, одноколійна.
Лінія має відгалуження: від станції Новомосковськ-Дніпровський до станції Красноград. Ділянка обслуговує пасажирські та приміські поїзди. Станції, на яких зупиняються пасажирські поїзди: Новомосковськ-Дніпровський, Павлоград I. Основні напрямки приміського сполучення:
- Дніпро-Головний — Орлівщина
- Дніпро-Головний — Богуславський
- Дніпро-Головний — Петропавлівка
- Дніпро-Головний — Слов'янка

#### Павлоград I—Роз'їзд 5 км
Ділянка нараховує 12 зупинних пунктів, в тому числі 6 станції (Богуславський, Петропавлівка, Миколаївка-Донецька, Павлоград I, Павлоград II, Слов'янка). Лінія електрифікована, одноколійна.
Ділянка обслуговує приміські поїзди на ділянці Павлоград I. Станції, на яких зупиняються пасажирські поїзди: Павлоград I — Слов'янка. Основні напрямки приміського сполучення:
- Дніпро-Головний — Богуславський
- Дніпро-Головний — Петропавлівка
- Дніпро-Головний — Слов'янка

### Запоріжжя-Кам'янське—Кам'янське—Балівка—Новомосковськ-Дніпровський
Ділянка нараховує 12 зупинних пунктів, в тому числі 5 станцій (Балівка, Запоріжжя-Кам'янське, Кам'янське, Кам'янське-Лівобережне, Новомосковськ-Дніпровський). Лінія електрифікована, одноколійна.
Лінія має низку відгалужень: від станції Запоріжжя-Кам'янське до станції Кам'янське-Пасажирське, від станції Кам'янське до станції Правда і Воскобійня, від платформи Гребля до станції Воскобійня, від платформи платформа Березанівка до станції Нижньодніпровськ-Вузол, від станції Новомосковськ-Дніпровський до станції Нижньодніпровськ-Вузол.
Ділянка обслуговує приміські електропоїзди до станції Балівка.
Станції, на яких зупиняються пасажирські поїзди: Запоріжжя-Кам'янське, Новомосковськ-Дніпровський. Основні напрямки приміського сполучення:
- Дніпро-Головний — Кам'янське-Лівобережне
- Дніпро-Головний — Балівка

### Нижньодніпровськ-Вузол—Сухачівка
Ділянка нараховує 13 зупинних пунктів, в тому числі 6 станцій (Дніпро-Вантажний, Дніпро-Лоцманська, Зустрічний, Нижньодніпровськ-Вузол, Обвідна, Сухачівка). Лінія електрифікована, одноколійна.
Лінія має низку відгалужень: від станції Сухачівка до станції Дніпро-Головний, від станції Дніпро-Вантажний до станції Дніпро-Ліски, від станції Зустрічний до станції Апостолове і міжнародного аеропорту «Дніпро». Ділянка обслуговує пасажирські та приміські електропоїзди.
Станції, на яких зупиняються пасажирські поїзди: Дніпро-Лоцманська. Основні напрямки приміського сполучення:
- Дніпро-Лоцманська — Кривий Ріг-Головний
- Дніпро-Лоцманська — Апостолове
- Кам'янське-Пасажирське — Синельникове I
- Верхівцеве — Синельникове I
- Синельникове I — Сухачівка